# Post-incunable

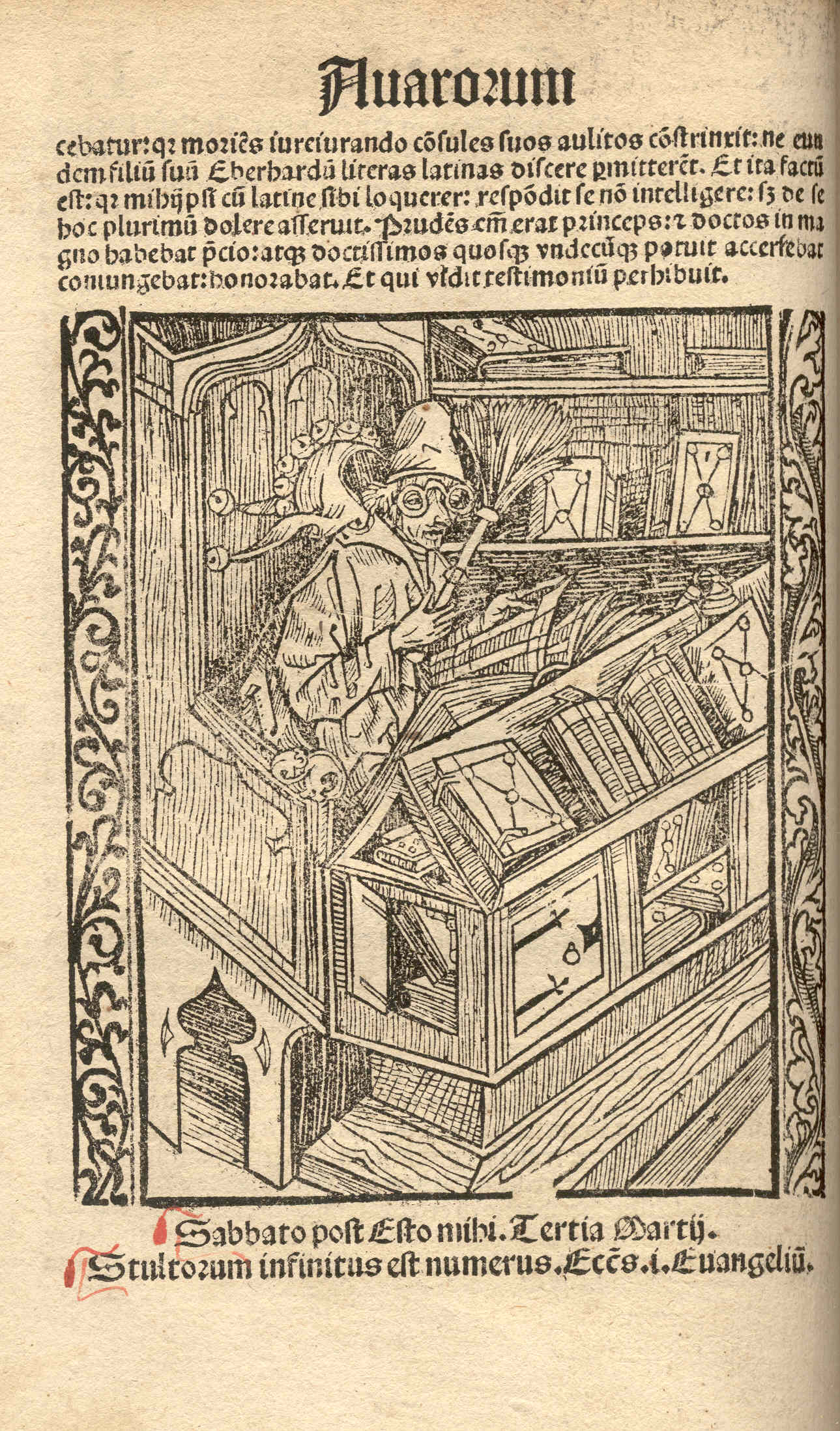
Johann Geiler des Kaysersberg : Navicula Speculum sive fatuorum. Strasbourg, 1510.

Un post-incunable est, en France et ailleurs en Europe, un ouvrage imprimé après le 31 décembre 1500 et avant 1530-40. La rupture temporelle entre les incunables et les post-incunables est arbitraire, mais d’importants développements technologiques dans le domaine de l’édition marquent les décennies 1500-1540. La période est aussi marquée par une centralisation des ateliers d’impression dans les villes et l'émergence d'une économie de marché du livre à l'échelle du continent.

## Étymologie
Le terme « post-incunable » est le nom donné aux ouvrages publiés après les incunables, terme formé du latin incunabula, qui signifie « les langes d'un nouveau-né », donc le berceau, l'enfance ou l'origine, précédé du préfixe « post » qui signifie « après, ensuite ; en arrière, derrière ».

## Définition
Les post-incunables sont des livres imprimés entre 1500 et 1540. La datation la plus précoce pour un post-incunable est pratique mais choisie arbitrairement, elle ne reflète aucun développement notable dans le processus d’impression autour de 1500. La période prend fin à différents moments en Europe : vers 1520 dans le monde anglo-saxon et 1540 ailleurs en Europe continentale.

## Histoire

### Développement technologiques
Si aucun consensus n’est établi sur la datation pour la fin de la période, une uniformisation des pratiques apparaît accomplie dans le domaine de l’édition en 1540, combinée à une importante augmentation du nombre de publications issues des ateliers d'imprimerie comparativement aux décennies 1520 et 1530. D’un point de vue matériel, les post-incunables ressemblent généralement aux incunables  avec lesquels ils partagent certaines de leurs caractéristiques, mais leur aspect et leur contenu changent au cours des quatre premières décennies du XVIe siècle: différents formats sont développés, les publications sont graduellement systématiquement datées et c’est vers 1540 que les livres sont généralement publiés conformes au modèle moderne avec une page titre, mention de l’auteur, l’éditeur ou libraire et le lieu d’impression. À partir de 1500 apparaissent des formats plus compacts et de nouvelles polices de caractère typographique, notamment l’italique, qui multiplient les possibilités de mise en page mais permettent aussi l’édition de textes en hébreu, arabe ou cyrillique. La technologie évolue avec l’usage qui en est fait : comparativement aux décennies précédentes, avec la dissémination des livres scolaires entre 1530-1539, la plupart des ouvrages publiés au Pays-Bas le sont dans des formats plus compacts.

### Contextes nationaux particuliers

#### Pays-Bas
De nombreux ateliers existent un peu partout au Pays-Bas au début du XVIe siècle, surtout à Anvers (en Belgique actuelle), ville jouant un rôle crucial dans le commerce européen des livres tout au long du XVIe siècle. Entre les années 1500-1510, environ 30% des livres publiés dans les Pays-Bas sont imprimés à Anvers; la proportion double pour la décennie 1520 et atteint 70% pour la décennie 1530. Jusqu’en 1540, certains centres d’impressions mineurs survivent au monopole d’Anvers en produisant des ouvrages destinés à des marchés nichés, mais souffrent éventuellement de la compétition du marché imposé par la métropole de l’édition. De plus, facilitant ainsi sa domination commerciale, Anvers est le centre naturel de redistribution du marché du livre au Pays-Bas: des livres publiés partout au pays s’y retrouvent pour être transmis ailleurs. De plus, Anvers est un centre privilégié de l’information et se spécialise dans l’impression de nouvelles et de publications en de nombreuses langues, notamment le français. Les caractères mobiles italiques, hébreux et grecs font d’ailleurs leur apparition sur le territoire vers 1518. Le succès des ateliers d’impression d’Anvers s’explique aussi grâce aux succès commercial de la ville, où se retrouvent déjà concentrés les capitaux nécessaires à d’onéreuses entreprises de publication sur de nombreux sujets alors que les technologies d’impression étaient encore largement expérimentales. Les écrits protestants de Martin Luther sont proscrits par l’empereur Charles Quint, mais le contrôle presque impossible à établir des idées hétérodoxes contenues dans les publications à l’échelle du pays, combiné à la réception favorable des idées de Luther au sein de la société, ont généralement favorisé la diffusion des idées de la Réforme protestante au Pays-Bas malgré l’anathème impérial. Toutefois, la répression contre les imprimeurs protestants s’intensifie dans les années 1530 et la production d’ouvrages hérétiques diminue sous la menace de la peine de mort pour les fautifs. Néanmoins, l’importance de la question religieuse est à mitiger dans le contexte de la publication de livres à Anvers : l’essentiel du marché est occupé à la production d’ouvrages spécialisés, souvent en langues étrangères.

#### Italie
C’est à Venise, grâce aux Presses aldines, dans les premières décennies du XVIe siècle que naît l’imprimerie moderne en tant qu'industrie de biens de consommation. Les profits des investisseurs reposent sur l’expertise des artisans et la capacité de transport rapide des ouvrages partout en Europe, ouvrages produit délibérément similaires aux manuscrits luxueux de la fin du XVe siècle qu’ils avaient la vocation de supplanter sur le marché. Les post-incunables vénitiens sont un succès commercial pour la République, qui exporte rapidement des ouvrages jusqu'aux îles britanniques. Pour les premières décennies du XVIe siècle, l’absence de limites imposées par l’Inquisition en termes de publication explique le succès initial de l’industrie du livre à Venise et la lutte subséquente avec le siège pontifical à Rome. Venise est le premier grand centre d’imprimerie illustrée et musicale, en plus d’exporter de nombreuses œuvres de la littérature classique en grec ou en latin mais aussi de la littérature italienne plus récente. L’histoire des premières décennies du XVIe siècle reste néanmoins difficile dans le monde des publications italiennes : les guerres intestines et les épidémies ralentissent l’industrie jusqu’au pillage de Rome en 1527, et ce n’est qu’après 1529 que le marché du livre croît à nouveau à Venise pour atteindre son apogée en 1588.

#### France
Rapidement implantés au XVe siècle, l’essentiel des imprimeurs provinciaux ferment boutique et sombrent dans l’oubli dans les premières années du XVIe siècle : leurs ateliers, dont la rentabilité étaient déjà limitée comparativement à celle de Paris et des autres centres urbains (Lyon, Rouen, Toulouse, Poitiers), succombent face au développement de l’industrie autour d’une réelle culture de l’impression dans le grandes villes, culture absente en province. Avec le XVIe siècle, les imprimeurs ne cherchent plus à s’installer dans un lieu en spéculant sur le marché, mais bien à s’établir à un endroit selon la viabilité du projet et en s’appuyant sur des pratiques commerciales concrètes. De plus, un réseau de libraires locaux assurait l’approvisionnement des provinces en ouvrages imprimés dans les villes.

#### Péninsule ibérique
L’industrie de l’impression prend plus de temps pour arriver à maturité en Péninsule Ibérique qu’ailleurs en Europe. Pour la période 1500-1540, contrairement à la France, l’Italie ou les Pays-Bas, d’une manière similaire à l’Allemagne, aucun centre urbain ne centralise et domine la production des ouvrages en Péninsule Ibérique, bien que Ségovie (19.4% des publications) produise près du double de sa rivale la plus proche, Valence (9.3%). Surtout orienté vers le marché local organisé en monopoles essentiellement parallèles, l’industrie s’y développe hors d’un contexte compétitif tout en alimentant un réseau complexe de librairies parfois hors des frontières de la péninsule. La production locale est essentiellement en langue vernaculaire et pratiquement inexistante en latin, sur du papier français ou italien dont l’importation est périodiquement entravée par les conflits politiques avec la France. La cas de la législation sur l’impression et de la censure est singulier en Péninsule ibérique : le premier décret pour une licence d’avant impression arrive particulièrement tôt, en 1502, et se combine avec la licence papale de 1527 dans la foulée du protestantisme de Luther dont toutes les œuvres sont bannies en 1521. Difficiles à appliquer dans la pratique, les effets concrets des licences d'impression sur le peu de succès du protestantisme en Péninsule ibérique sont complexes à établir.